# Орлов, Димитрий Николаевич
Димитрий Николаевич Орлов (1825—1887) — магистр богословия, педагог, духовный писатель, кафедральный протоиерей города Самары.

## Биография
Димитрий Орлов родился в 1825 году, в городе Болхове, Орловской губернии. По окончании курса, сначала в Орловской духовной семинарии, а затем в Киевской духовной академии (1849), Д. Н. Орлов был назначен преподавателем в Симбирскую духовную семинарию, где с 1849 по 1866 год преподавал словесность, Священное Писание, латинский язык, историю библейскую и церковную, всеобщую и русскую, церковное законоведение, историю и обличение раскола. Кроме того, он преподавал в Симбирском епархиальном женском училище для девиц духовного звания при Спасском женском монастыре.
Приняв в 1853 году сан священника, Орлов был в Симбирске и настоятелем церкви при Елизаветинском женском училище, с 1853 по 1866 год, а в 1866 году перешёл на службу в Самару. Здесь он проходил должности священника Иверского женского монастыря, преподавателя и инспектора Самарской духовной семинарии (1866—1882); цензора проповедей и катехизических поучений по Самарскому уезду; члена духовной консистории; редактора «Епархиальных ведомостей» (1867—1883); миссионера и руководителя подготовляющихся к миссионерскому служению лиц против раскольников и молокан, и кафедрального протоиерея (1881—1887).
Димитрий Николаевич Орлов оставил множество литературных трудов, которые он обыкновенно печатал в «Симбирских губернских ведомостях»; ему принадлежат: Село Большие Березники (Симбирские губернские ведомости, 1855 г., № 17—23); Добрые обычаи, существующие в селе Порецком, Симбирской губернии, Алатырского уезда (№ 40—50); Чувашский праздник (№ 46); Предание о построении церкви в с. Большой Борле (№ 51); Усольские Светелки (1856 г., № 1, 3, 4); Сызранский Христорождественский собор (№ 35, 38, 43 и 44); Краткий очерк Вознесенского монастыря (№ 39, 41—43); Обычаи чуваш (№ 19, 20, 22, 24, 26, 27, 44); О молоканстве («Самарские епархиальные ведомости», 1869, № 1, 3, 5, 7, 10, 18, 19 и 24); Молоканство перед судом слова Божия, Самара, 1872, вып. 1; 1874 г. выпуск 2.
Дмитрий Николаевич Орлов скончался 2 ноября 1887 году в городе Самаре и был погребён на кладбище Самарского Иверского женского монастыря.